# Tritons Lillois
La Tritons Lillois era una squadra di nuoto francese, provenienti da Lilla.
Attiva dalla fine del XIX secolo agli inizi del XX, è principalmente nota per aver partecipato alle gare di nuoto e di pallanuoto della II Olimpiade estiva di Parigi del 1900, vincendo la medaglia d'argento nei 200m stile libero per squadre (con un punteggio totale di 51), dietro solo ai tedeschi della Deutscher Schwimm Verband Berlin e davanti ai connazionali Pupilles de Neptune de Lille.
Nella gara di pallanuoto, la squadra francese uscì ai quarti di finale, dopo essere stata battuta 12-0 dagli inglesi dell'Osborne Swimming Club.

## I componenti

### Squadra di nuoto
- Maurice Hochepied (3 punti)
- Joseph Bertrand (5 punti)
- Victor Hochepied (12 punti)
- Verbecke (13 punti)
- Victor Cadet (18 punti)

### Squadra di Pallanuoto
- Joseph Bertrand
- Victor Cadet
- Maurice Hochepied
- Leclerq
- Tisserand
- Charles De Vendeville
- Verbecke